# 日精ホンママシナリー
日精ホンママシナリー株式会社（NISSEI HOMMA MACHINERY CO., LTD.）は、兵庫県明石市に本社を置き、各種工作機械の製造・販売などを手掛ける企業。
日精樹脂工業の100%子会社。
本稿では、2017年9月まで事業を行っていたホンマ・マシナリー株式会社についても記述する。

## 概要
1946年に創業。大型プレナーやターニングマシンなどの大型工作機械の製造・販売を手掛け、特に新幹線用車輪フライス機では100%のシェアを誇る。
ホンマ・マシナリーは、1992年4月期には35億1356万円の売上があった。しかし、バブル崩壊後は各業界からの受注が大幅に減少した他、得意先の海外への製造拠点移転により経営が悪化。このため、海外向け受注の強化を図ることになった他、2006年には大阪府内の金融機関が出資するファンドの融資を受けることになった。これらの施策により、2007年4月期の売上は約30億円までに回復した。
しかし、2008年に発生したリーマン・ショックにより、再度受注が減少。これに追い打ちをかけるかのように、中国やインドからの受注案件に係る資金回収が困難となり資金繰りが悪化。このため、ホンマ・マシナリーは、2017年4月27日に大阪地方裁判所へ民事再生法適用を申請。同日付で保全管理命令を受けた。
ホンマ・マシナリーは、再建策として大阪市淀川区にあった本社工場を閉鎖し、製造拠点を明石事業所へ集約。民事再生スポンサーには、長野県坂城町に本社を置く日精樹脂工業が選定された。日精樹脂工業は、事業を譲受する受け皿会社として、日精ホンママシナリー株式会社を2017年8月9日に設立。日精ホンママシナリーは、同年10月2日付でホンマ・マシナリーが手かけていた全事業を譲受した。日精ホンママシナリーの本社は、明石事業所内に置かれる。
その後もホンマ・マシナリーは民事再生手続を進め、2019年9月4日に法人格が消滅した。

## 事業所
- 本社・工場 - 兵庫県明石市二見町西二見1242
- 大阪事務所 - 大阪府吹田市江坂町2-1-43 Choei62 Kyuho江坂ビル8階
- 東京営業所 - 東京都千代田区岩本町1丁目11番10号 三鈴第1ビル2階

## 沿革

### ホンマ・マシナリー株式会社
- 1946年2月 - 本間鋳造所として創業。
- 1957年5月 - 本間金属工業株式会社として法人へ改組。
- 1959年8月 - 大阪市淀川区田川に田川工場を建設。
- 1963年8月 - 明石工場（後の明石事業所）を建設。
- 1970年6月 - 本社屋並びに本社工場を増築。
- 2008年5月 - ホンマ・マシナリー株式会社へ商号変更。
- 2017年
  - 4月27日 - 大阪地方裁判所へ民事再生法適用を申請。
  - 8月4日 - 民事再生スポンサーに日精樹脂工業を選定。
  - 10月2日 - 日精樹脂工業が設立した日精ホンママシナリー株式会社へ事業を譲渡して事業停止。ホンマ・マシナリーは民事再生手続継続。
- 2018年
  - 3月7日 - 本店所在地を申請人弁護士の事務所がある大阪市大阪市北浜へ移転。
  - 4月17日 - 本店所在地を大阪市淀川区田川へ再移転。
- 2019年9月4日 - 法人格消滅。

### 日精ホンママシナリー株式会社
- 2017年
  - 8月9日 - 日精樹脂工業が、ホンマ・マシナリーの事業を譲受する受け皿会社として、日精ホンママシナリー株式会社を設立。本社をホンマ・マシナリー明石事業所内に置く。
  - 10月2日 - 日精ホンママシナリーが、ホンマ・マシナリーの事業を譲受して営業開始。